# Раево (Москва, север)
Ра́ево (Райева) — бывшая деревня, находившихся на территории современного СВАО города Москвы, вошедшая в её состав в 1960 году.
Располагалась на западном берегу прежнего русла реки Яузы. Сейчас это территория приблизительно к северу от проезда Шокальского, между улицей Тихомирова и Заревым проездом. На расстоянии приблизительно 4 вёрст от Раева находилась мыза Раево — в районе нынешней улицы Вешних Вод.

## История
В 1646 году Раево числилось «присёлком государева села Тайнинского». «Присёлок» был невелик и насчитывал 23 крестьянских двора. Собственной приходской церкви в Раеве не было, и раевские крестьяне с 1682 года посещали отстроенную в соседнем Медведкове Покровскую деревянную церковь.
При Петре I деревня была пожалована, по разным источникам, либо Фёдору Нарышкину, либо дяде императора Льву Кирилловичу Нарышкину. Наследовала Раево дочь последнего, Агриппина, которая, будучи замужем за князем Алексеем Черкасским — тогда ещё Сибирским губернатором, — умерла в 1710 году из-за сурового климата. Деревня перешла её братьям — Александру Львовичу и Ивану Львовичу. В 1732 году по семейному разделу Раево вместе со всем Медведковым стало собственностью Александра Львовича, а в 1799 году досталось его внуку — также Александру Львовичу — гвардейскому офицеру. В 1809 году — через 10 лет — Александр Нарышкин был вынужден продать Раево (вместе со всем Медведковым) Карлу Яковлевичу Шмидту. Тот сразу же перепродал купленное в совместное владение «надворному советнику Александру Родионовичу Сунгурову и дворянину Николаю Михайловичу Гусятникову».
В 1830 году Сунгуров умер, и в 1842 году его вдова Елена Яковлевна Сунгурова разделила имущество с Николаем Гусятниковым пополам. Причём Раево осталось за Гусятниковым. Тот почти немедленно продал Раево коллежскому советнику Ивану Николаевичу Иванову, по смерти которого в 1860 году деревня досталась его сестре, Александре Николаевне Рихтер, а затем и её сыну Николаю Фёдоровичу. Рихтеры, будучи «культурными землевладельцами», запретили на берегу Яузы «какое-либо хозяйствование, окромя агрокультурного…» После отмены крепостного права в 1861 году они отдали земли по реке Чермянке теперь уже бывшим крепостным, оставив за собой лишь имение на левом берегу Яузы.

В 1876 году стараниями Николая Рихтера, тогда начальника 5-го земского участка Московского уезда, в Раеве была открыта школа. Уездное земство выделило на строительство и обустройство 1000 рублей, а крестьяне Раева и окрестных деревень построили само здание. В 1879 году школа перешла в земскую собственность. Николай Рихтер стал её попечителем, законоучителем — священник Григорий Иванович Руднев из села Неклюдово, учительницей — Марья Николаевна Сологуб.

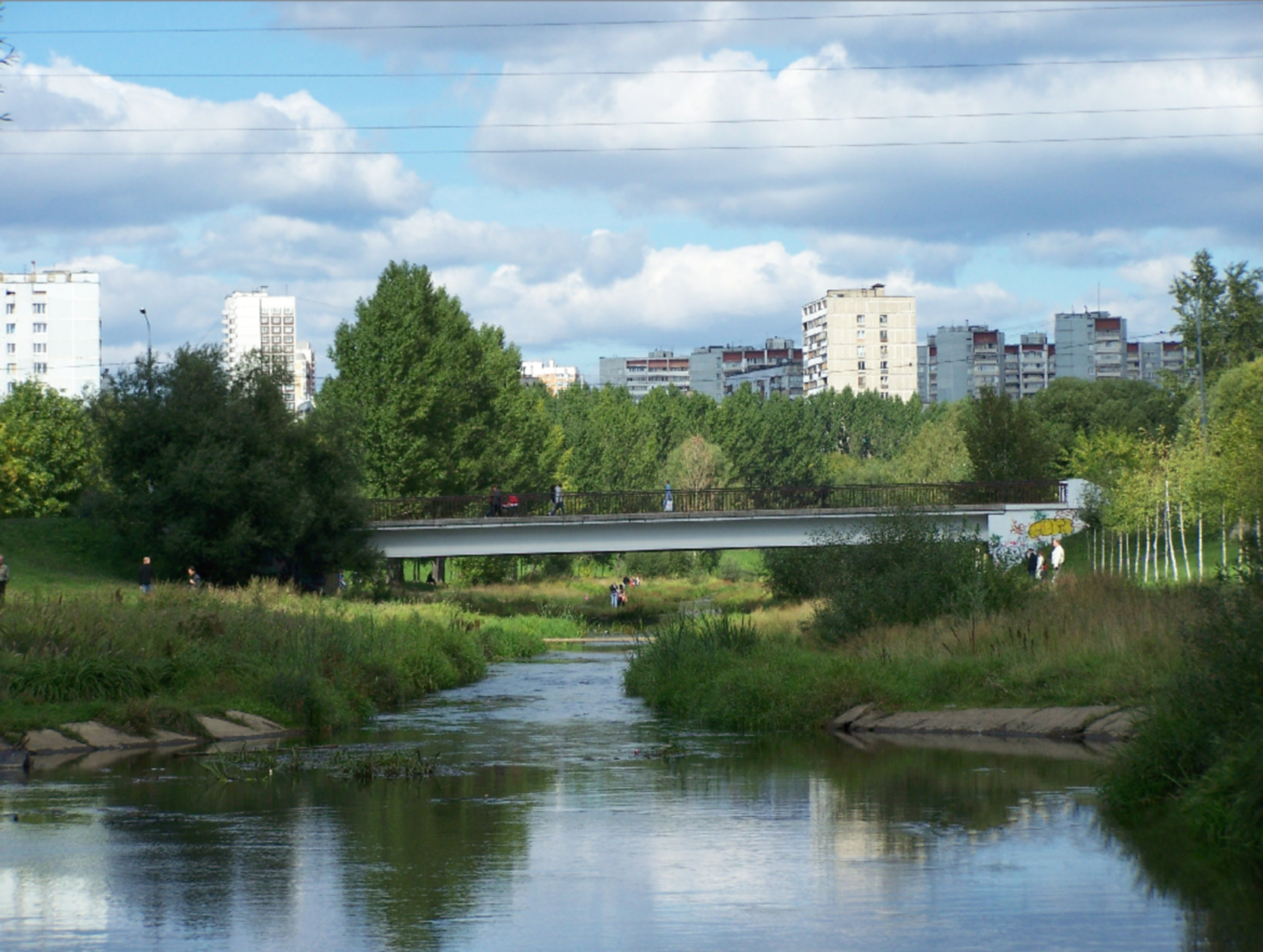
Пешеходный мост над Яузой, соединяющий Староватутинский проезд с ул. Молодцова. Справа от реки — Раевское кладбище, слева — территория бывшей деревни Раево

Школа стояла на самом краю Раева, была одноэтажной и деревянной, крытой тёсом. Обслуживала около 150 дворов: самого Раева, а также окрестных деревень — Юрлова, Медведкова, Казеева, Подушкина и Неклюдова. В скверную погоду и зимою ученики оставались ночевать в здании — в нём помещалось около 25 человек. В школе же размещалась учительская квартира.
К концу XIX века население Раева постепенно перестало существовать исключительно сельским трудом — начали развиваться промыслы: ткачество и размотка нитей. С 1902 года профиль хозяйства снова изменился: с открытием станции Лосиноостровской посёлок Лосиноостровский скорыми темпами превратился в дачную местность, и раевским жителям стало выгодно заниматься извозом и «дачным промыслом» — продавать молоко и содержать постояльцев.
17 августа 1960 года Раево вошло в состав Москвы. Её название сохраняется лишь в имени автобусной остановки, Раевского кладбища и в названиях шести православных храмов:
- преподобного Серафима Саровского в Раеве (проезд Шокальского),
- Введения во Храм Пресвятой Богородицы в Раеве (проезд Шокальского, крестильный храм)
- Благовещения Пресвятой Богородицы в Раеве (Енисейская улица)
- храм-часовня святителя Алексия, митрополита Московского в Раеве (Широкая улица)
- часовня святителя Николая, архиепископа Мир Ликийских в Раеве (улица Менжинского)
- храм-часовню святого благоверного князя Димитрия Донского в Раеве (Полярная улица).